# Gemünden (Wohra)
Pour les articles homonymes, voir Gemünden.
Gemünden est une municipalité allemande située dans l'arrondissement de Waldeck-Frankenberg et dans le land de la Hesse. Elle se trouve à 22 km au nord-est de Marbourg.